# Скельки (Харьковская область)
Скельки (укр. Скельки), село, 
Мельниковский сельский совет,
Валковский район,
Харьковская область.
Код КОАТУУ — 6321284017. Население по переписи 2001 г. составляет 10 (4/6 м/ж) человек.

## Географическое положение
Село Скельки находится на правом берегу реки Орчик, есть мост, выше по течению примыкает село Мельниково, на противоположном берегу расположено село Вишневое.

## История
- 1850 - дата основания.